# Linwood G. Dunn
Linwood Gale Dunn (* 27. Dezember 1904 in Brooklyn, New York City, New York; † 20. Mai 1998 in Los Angeles, Kalifornien) war ein US-amerikanischer Spezialeffektkünstler.

## Leben
Dunn begann seine Karriere 1923 als Filmvorführer in der Stummfilmära. Zwei Jahre später wurde er Kameraassistent bei Pathé und gründete 1928 die International Photographers Guild. Ab 1929 war er zunächst als Kameramann bei RKO Pictures beschäftigt; nachdem er eine erste automatische Kameraüberblendung entwickelt hatte, wurde er Leiter der Abteilung für fotografische Spezialeffekte. Insgesamt wirkte Dunn 28 Jahre bei RKO Pictures und war an Filmen wie King Kong und die weiße Frau und Citizen Kane beteiligt. Nach dem Ende von RKO Pictures 1957 konzentrierte er sich auf seine bereits 1946 gegründete eigene Firma Film Effects of Hollywood. Mit dieser vermarktete er seine Erfindung Acme-Dunn, den ersten kommerziell verfügbaren Optischen Printer, für dessen Entwicklung er den Oscar erhalten hatte. 1965 arbeitete Dunn für Desilu an der Fernsehserie Raumschiff Enterprise. Die meisten Außenaufnahmen des Raumschiffs wurden von Dunn selbst angefertigt.
1985 verkaufte Dunn seine Firma und ging in den Ruhestand. Für seine technischen Verdienste wurde er zwei Mal mit dem Oscar, der John A. Bonner-Medaille, dem Gordon E. Sawyer Award und dem technischen Academy Award of Merit ausgezeichnet. Zwischen 1976 und 1977 war er Präsident der American Society of Cinematographers.
Dunn war verheiratet und hatte vier Kinder.

## Filmografie (Auswahl)
- 1932: Graf Zaroff – Genie des Bösen (The Most Dangerous Game)
- 1933: King Kong und die weiße Frau (King Kong)
- 1941: Citizen Kane
- 1941: Katzenmenschen (Cat People)
- 1949: Panik um King Kong (Mighty Joe Young)
- 1951: Das Ding aus einer anderen Welt (The Thing from Another World)
- 1952: Androkles und der Löwe (Androcles and the Lion)
- 1957: Vierzig Gewehre (Forty Guns)
- 1961: West Side Story
- 1963: Eine total, total verrückte Welt (It's a Mad Mad Mad Mad World)
- 1965: Das große Rennen rund um die Welt (The Great Race)
- 1966: Die Bibel (The Bible: In the Beginning...)
- 1966: Raumschiff Enterprise (Star Trek)
- 1968: 2001: Odyssee im Weltraum (2001: A Space Odyssey)
- 1970: Airport
- 1975: Nachts, wenn die Leichen schreien (The Devil's Rain)

## Auszeichnungen
- 1945: Technical Achievement Award
- 1967: Oscar-Nominierung für Hawaii
- 1979: Medal of Commendation
- 1981: Academy Award of Merit
- 1985: Gordon E. Sawyer Award
- 1990: ASC President’s Award